# Blaue Mütze

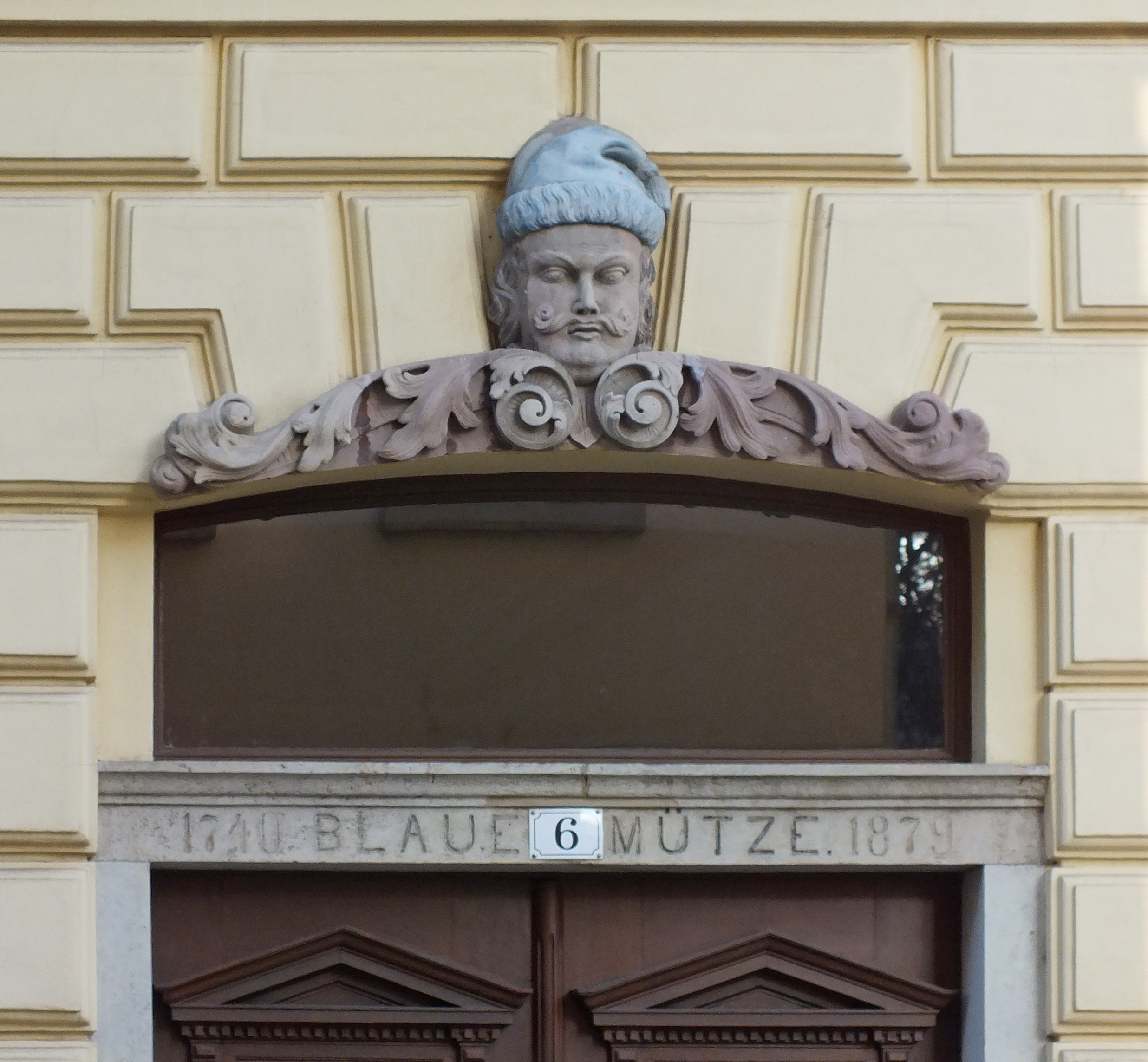
Das Hauszeichen der Blauen Mütze am Wohnhaus Lortzingstraße 6 (2014)

Die Blaue Mütze war für etwa 150 Jahre eine  Gaststätte  in der nordwestlichen Vorstadt von Leipzig. Ihr Hauszeichen ziert jetzt den Eingang eines Wohnhauses.

## Lage
Die Blaue Mütze stand nordwestlich des Ranstädter Tores. Eine Sackgasse östlich des Pleißemühlgrabens endete an dem Haus. Heute entspricht die Lage dem Grundstück Lortzingstraße 6.

## Geschichte
Auf Betreiben von Hieronymus Lotter schuf der Leipziger Rat 1557 aus drei auf Gartengrundstücken befindlichen Häusern an oben beschriebener Stelle ein Vorwerk, wobei der Name Alte Burg auftaucht. Mit diesem Namen wird 1784 die Gasse bezeichnet, die dahin führt. Als um 1700 dort eine Gaststätte entstand, dürfte sie wohl auch so benannt gewesen sein.
In den 1740er-Jahren ist von der „Blauen Mütze“ die Rede, weil angeblich der Wirt stets eine blaue Zipfelmütze trug. Wer von den Wirten das war, bleibt widersprüchlich. In einem Baubesichtigungsprotokoll von 1745 ist von der „vormals genannten blauen Mütze“ die Rede, während das Stadtlexikon Leipzig die Mütze dem Gastwirt Heinrich Jäger zuschreibt, der Ende des 18. Jahrhunderts bis 1803 der Wirt war. Zu dieser Zeit soll die Blaue Mütze ein berüchtigtes Spielerlokal gewesen sein. Bei Johann Gottlob Schulz heißt die Einrichtung 1784 Reichischer Kaffeegarten.

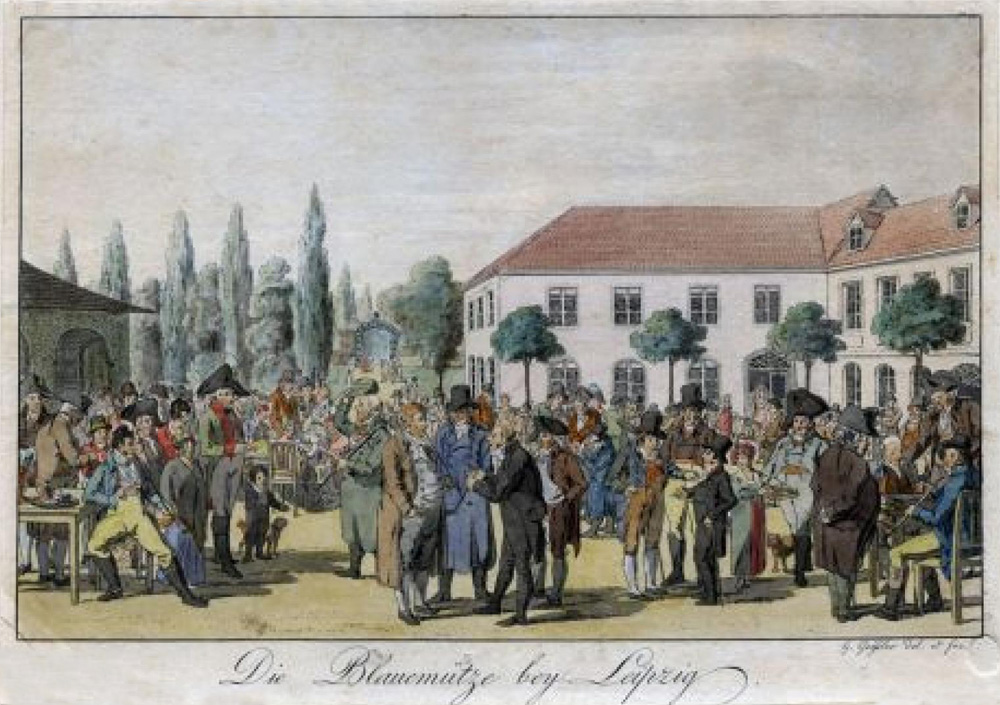
Die Blaue Mütze 1805, Kupferstich von Christian Gottfried Heinrich Geißler
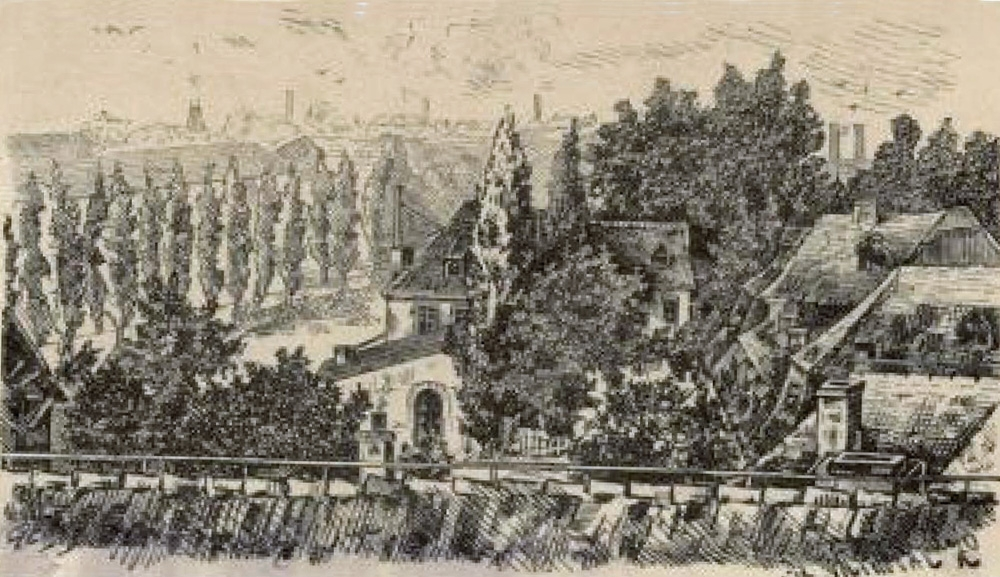
Von der Rosentalgasse aus gesehen
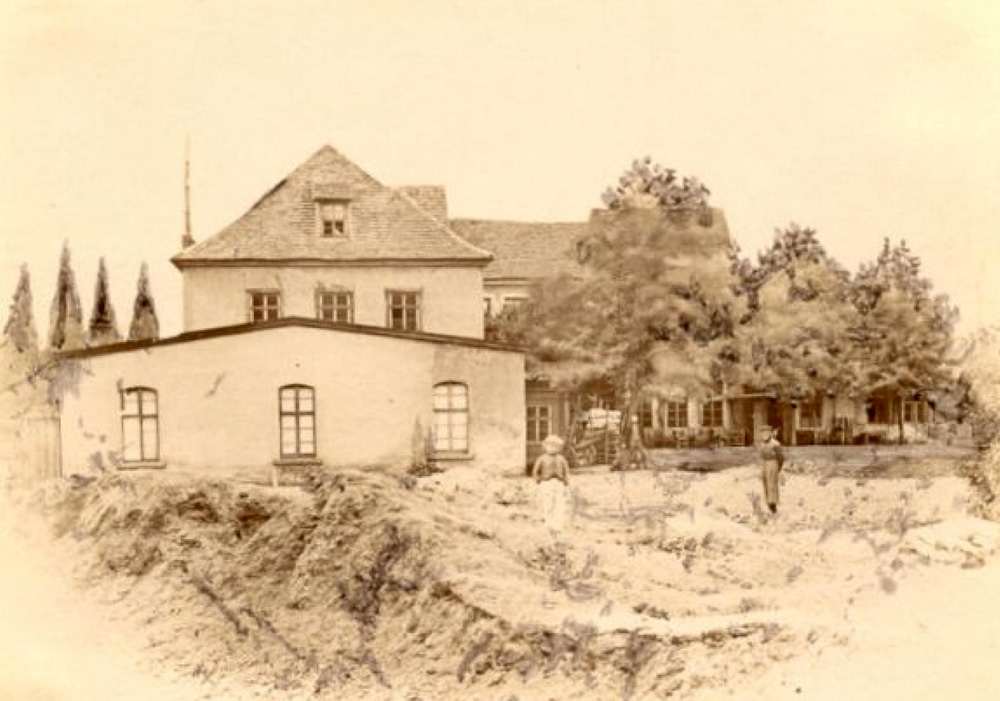
Blaue Mütze und Wiener Saal, Photographie von 1865
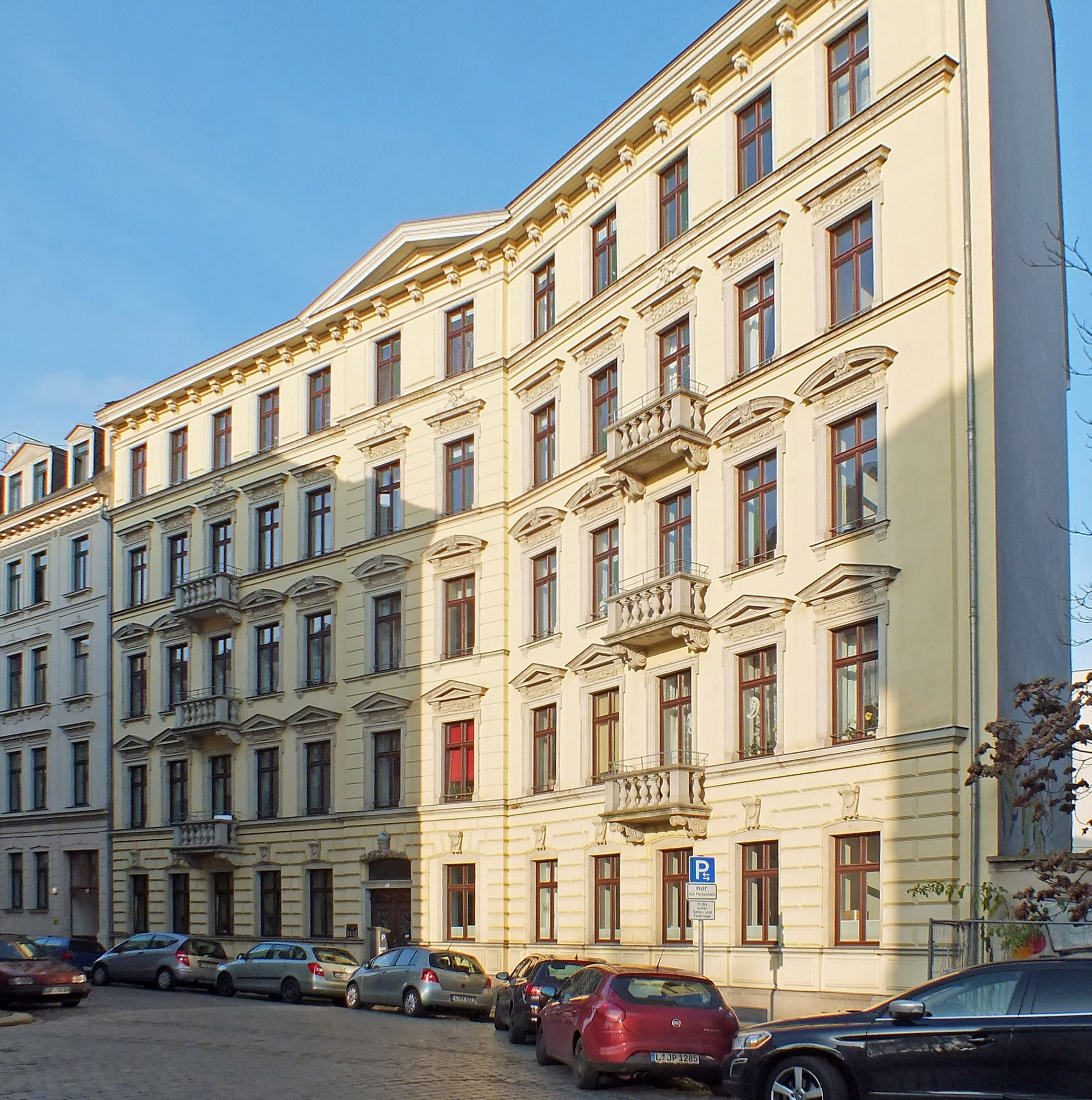
Das Mietshaus Lortzingstr. 6, ehemaliger Standort der Blauen Mütze

Nach der Völkerschlacht waren in den Räumlichkeiten der Blauen Mütze über 500 Verwundete untergebracht. 1842 erfolgte ein umfassender Umbau. Es entstand ein Tanzsaal, Wiener Saal genannt. In den Sommermonaten gab das Theater Gastspiele.
Das Restaurant war auch ein bekannter Versammlungsort. Am 19. Februar 1861 wurde hier unter Leitung von Oskar Mothes der Gewerbliche Bildungsverein gegründet. Das  Restaurant  war zudem Hauptquartier der Leipziger Kommunalgarde.
Als in den 1870er-Jahren die städtische Bebauung das Areal erreichte, wurde die Blaue Mütze abgerissen. Das dabei geborgene Hauszeichen wurde am Eingang des fünfstöckigen Mietshauses an der nunmehrigen Lortzingstraße angebracht.